# Crusader (tank)
Tank, Cruiser, Mk VI nebo A15 Crusader byl jeden z hlavních křižníkových tanků britské armády během druhé světové války.
Jeho vývoj probíhal roku 1939 souběžně s tankem Covenanter podle stejného zadání u společnosti Nuffield. Korba tanku Crusader se vyznačovala velice nízkou siluetou. Jednotlivé pancéřové pláty byly spojovány nýty. Podvozek typu Christie sestával na každé straně z napínacího kola vpředu, pěti pojezdových kol a pohonného kola vzadu. Tank byl osazen motorem Liberty o výkonu 340 HP. I když měl poměrně příznivý měrný tlak na půdu, měl tendenci se v měkkém terénu bořit. Prostor řidiče se nacházel v pravé přední části korby, vlevo byla umístěna nízká věžička vybavená kulometem Besa ráže 7,92 mm, kterou ovládal střelec – mechanik. Věž tanku, která byla ovládána hydraulicky, byla osazena kanónem ráže 40 mm a koaxiálním kulometem Besa ráže 7,92 mm. K zamíření kanónu měl střelec k dispozici teleskopický zaměřovač, nabíječ s velitelem byli vybaveni dvěma periskopy a dvěma průzory po stranách věže. Celkem bylo vyrobeno 5300 tanků Crusader.

## Typy tanků
- Cruiser Tank Mk.VI „Crusader I“

Základní verze.
- Cruiser Tank Mk.VI „Crusader ICS“

Kanón ráže 40 mm (2 pdr) nahrazen houfnicí ráže 94 mm pro přímou palebnou podporu.
- Cruiser Tank Mk.VI „Crusader II“

Došlo zesíleno pancéřování korby a věže. Byla odstraněna věžička s kulometem Besa ráže 7,92 mm.
- Cruiser Tank Mk.VI „Crusader IICS“

Kanón ráže 40 mm (2 pdr) nahrazen houfnicí ráže 94 mm pro přímou palebnou podporu.
- Cruiser Tank Mk.VI „Crusader III“

Crusader III měl zesílené pancéřování a modifikovanou, prodlouženou věž. V ní byl uložen kanón ráže 57 mm (6 pdr) a koaxiální kulomet Besa ráže 7,92 mm. Prostor uvnitř věže byl po montáži tohoto kanónu natolik stísněný, že byla osádka redukována pouze na střelce a velitele, který zároveň plnil funkci nabíječe. Nebyla instalována ani původní věžička s kulometem Besa ráže 7,92 mm.
- Cruiser Tank Mk.VI „Crusader AA“

Několik tanků Crusader III bylo upraveno na samohybná protiletadlová děla. Původní věž byla odstraněna, na jejím místě byl instalován protiletadlový kanón Bofors ráže 40 mm, chráněný pouze štítem. Později byl kanón ráže 40 mm nahrazen dvojicí kanónů Oerlikon ráže 20 mm v nové, plně uzavřené věži.

## Nasazení

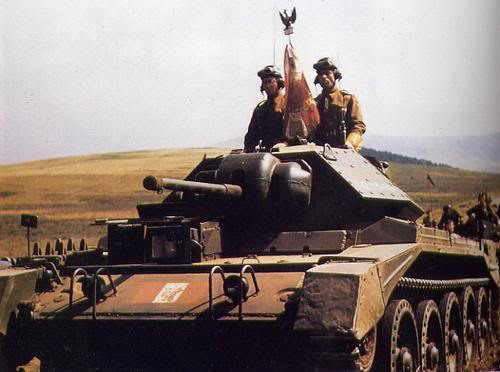
Crusader ve službách polské 1. obrněné divize, 1943

Tanky Crusader trpěly častými závadami pohonu, docházelo zejména k častému praskání hřídelí ventilátorů a následnému přehřátí motoru. Ventilace tanku byla velmi špatná, při použití kulometu v přední věžičce byl tank zaplněn nesnesitelným zápachem. Crusadery byly díky nízké siluetě a vysoké pohyblivosti dobrým tankem pro útočné operace. Crusadery rychle pronikaly k nepříteli na vzdálenost pod 500 m, a ihned zahájily účinnou palbu. Na obranné boje se však kvůli slabému pancéřování nehodily. V letech 1941 až 1942 tvořily páteř britských tankových sil v Africe. K prvnímu nasazení došlo v červnu 1941 v boji o pevnost Capuzzo v rámci operace „Battleaxe“ – pokusu o záchranu Tobrúku. Z bojových operací byly staženy až v roce 1943, zbývající vozidla byla převedena do zálohy k výcvikovým jednotkám, používala je i Československá samostatná obrněná brigáda, několik tanků bylo nasazeno i v bojích v Itálii.